# Elizabeth Cejudo Ramos
Elizabeth Cejudo Ramos (Sonora, 27 de junio de 1980) es una historiadora mexicana. En 2022 recibió la Presea al Poderío de las Mujeres Sonorenses por investigación histórica otorgada por el Congreso del Estado de Sonora.

## Trayectoria
Es doctora en Historia por la Universidad Nacional Autónoma de México con la tesis doctoral: Católicas y ciudadanas: mujeres laicas organizadas contra la campaña desfanatizadora en Sonora (1932-1939).
Maestra en Ciencias Sociales con especialidad en Métodos de Investigación Histórica por El Colegio de Sonora con la tesis Discurso y esfera pública. Mujer y prensa en Hermosillo, Sonora. El caso de los periódicos El Pueblo y El Tiempo (1934-1938) y Licenciada en Ciencias de la Comunicación por la Universidad de Sonora.
Fue nominada para recibir el Premio Celia y Marcos Maus a las mejores Tesis de Historia presentadas en la Facultad de Filosofía y Letras de la Universidad Nacional Autónoma de México y a la Medalla Alfonso Caso para estudiantes sobresalientes de los posgrados de la Universidad Nacional Autónoma de México, ambos reconocimientos están en proceso de dictaminación.
Es profesora-investigadora de tiempo completo adscrita al Departamento de Historia y Antropología de la Universidad de Sonora. Investigadora Nacional Nivel I del Sistema Nacional de Investigadores CONACYT.
Es docente de nivel licenciatura y posgrado, en diversas instituciones educativas como: Centro de Estudios Superiores del Estado de Sonora, Universidad del Noroeste, Universidad de Kino y la Universidad de Sonora.
Participa en la Academia Historia, Educación y Cultura del Departamento de Historia y Antropología de la Universidad de Sonora, del Cuerpo de dictaminadores externos del Centro INAH-Sonora, de la Consejería contra el acoso sexual de El Colegio de Sonora; así como Vicepresidenta del Comité Directivo de la Sociedad Sonorense de Historia. 
También destaca su participación en las siguientes Redes Académicas:
- Estudios de Historia de las Mujeres y de Género en México, Integrante del Comité Directivo (2020-2024).
- Seminario Permanente de Historia Contemporánea y del Tiempo Presente, Instituto de Investigaciones Dr. José Ma. Luis Mora / FFyL de la UNAM, desde febrero de 2016.
- Asociación Interdisciplinaria para el Estudio de la Historia de México, Miembro activo 2019.
- Red de Investigadores del Catolicismo en México siglo XX.
- Red Iberoamericana de Historiadoras, Comité Organizador desde 2021.

Ha colaborado en la realización de en programas de radio y televisión de TELEMAX, Televisión Educativa, Mega Canal, Radio Universidad 107.5 FM, Radio Sonora 94.7 FM, Difusión cultural de El Colegio de Sonora, entre los que destacan: “El legado de Enriqueta a 111 años”, La Conversada “Mujer, periodismo y Opinión Pública en Sonora”, “Mujer Sonorense en la Revolución, “Sufragio femenino en Sonora”, Tiempos de la Historia “El voto de la mujer”.

## Publicaciones
Autora de los libros: Mujer, periodismo y opinión pública. El caso de los periódicos El Pueblo y El Tiempo de Hermosillo (1934-1938), El Colegio de Sonora y “El gobierno no puede más que Dios”. Género, ciudadanía y conflicto Iglesia-Estado en el Sonora posrevolucionario”, Universidad de Sonora, 2021.
Además ha sido coordinadora de los libros: Mujeres y participación pública en Sonora: de la exclusión a la paridad electoral (1890-2018) por El Colegio de Sonora y el más reciente titulado: Mujeres en el Siglo XX: agentes del proceso histórico editado por El Colegio de Jalisco.
Ha escrito diversos artículos en revistas como: Revista Conjeturas Sociales de la Universidad de El Salvador y en la Revista Región y Sociedad de El Colegio de Sonora. 
Durante los años 2008 al 2020 colaboró en la columna "Observatorios Urbanos" del periódico Tribuna del Yaqui, ubicado en Ciudad Obregón, Sonora.  
En el periodo 2010-2013 escribió en la columna "Fuera de Ruta" del periódico Expreso, ubicado en Hermosillo, Sonora.